# Iwan Gilkin
Pour les articles homonymes, voir Iwan.
Florimond Jean François Gilkin dit Iwan Gilkin, né le 7 janvier 1858 à Bruxelles et mort dans la même ville le 28 septembre 1924, est un écrivain et poète belge d'expression française.

## Biographie
Florimond Jean François Thomas - dit Iwan - Gilkin, né à Bruxelles le 7 janvier 1858 est le fils aîné de Charles Thomas Gilkin, né à Verviers en 1825, négociant textile venu s'installer à Bruxelles puis agent de change, et de Jeanne Mathilde Vanden Broeck, née à Bruxelles en 1823, qui s'étaient mariés à Bruxelles en 1857.
Ses parents voulurent le prénommer Iwan en hommage au défunt entrepreneur verviétois Iwan de Biolley (1818 - 1854, dont les prénoms officiels étaient cependant Jean Henri), mais ce fut refusé par l'officier d'état civil bruxellois. Plus tard, Iwan Gilkin utilisera ce prénom comme nom d'écrivain.
Issu d'un milieu catholique aisé, Iwan Gilkin fait ses études de droit à l'université catholique de Louvain où il se lie d'amitié notamment à Emile Verhaeren et Albert Giraud. Il sera d'ailleurs le témoin de ce dernier lors de son duel en 1885 contre Edmond Picard.
Après avoir fait un stage au palais de justice de Bruxelles, chez Edmond Picard, il quitte le barreau pour le journalisme et la littérature.
Parnassien, tenant de l'art pour l'art, le climat paroxystique et sulfureux de son principal recueil, La nuit (1897), "pèlerinage lyrique de l'enfer", doit beaucoup à Baudelaire mais surtout à Lautréamont que les poètes de La Jeune Belgique avaient découvert en 1885. Il a également publié Prométhée (1899) et Le cerisier fleuri (1899) ainsi que des drames historico-philosophiques (Savonarole ; Egmont).
Cofondateur de La Jeune Belgique qu'il dirigea à la suite de Valère Gille de 1891 à 1897, il fut élu membre de l'Académie royale de langue et de littérature françaises de Belgique en 1920.
Iwan Gilkin avait épousé à Bruxelles en 1898 Jeanne Charlotte Joséphine Cartuyvels, et était dès lors le beau-frère du journaliste et écrivain Maurice de Waleffe.

## Œuvres
- La Damnation de l'artiste (1890)
- Ténèbres (1892)
- Stances dorées, commentaire sacerdotal du tarot (1893)
- La Nuit (1897), recueil de poèmes reprenant ceux de La Damnation de l'artiste (hormis Confarreatio), et ceux de Ténèbres auxquels il adjoindra 54 poèmes originellement parus, pour la plupart, dans La Jeune Belgique. Les Stances dorées ne sont pas incluses dans La Nuit.
- Prométhée, poème dramatique (1899)
- Le Cerisier fleuri (1899)
- Jonas (1900)
- Savonarole, drame (1906)
- Étudiants russes, drame en 3 actes (1906)
- Le Sphinx (1907)
- Le Roi Cophétua, drame (1919)
- Les Pieds d'argile (1921)
- Soixante-dix quatrains d'après Omar Khayyâm (1923)
- Egmont, drame (1926)

## Prix
- Prix Archon-Despérouses 1900[5].